# In Memoriam (Mayhemic-Truth-Album)
In Memoriam ist eine CD/LP der deutschen Pagan-Metal-Band Mayhemic Truth, auf der ihre EP Cythraw und ihre Demoaufnahme Demo ’96 posthum wiederveröffentlicht wurden.

## Entstehung
Die Aufnahmen für die EP entstanden im Februar 1995 in den F.o.A. Studios von Roman Thynorn, der die Band dabei als Keyboarder unterstützte, die zur Demoaufnahme ebenda im September 1996. Die Band löste sich im Juni 1997 wegen persönlicher Probleme zwischen Beliar und Balor auf. 
In Memoriam wurde posthum von Costa Stoios auf seinem Label Iron Pegasus Records veröffentlicht. Die übrigen Aufnahmen von Mayhemic Truth wurden nicht wiederveröffentlicht, da Stoios der Ansicht war, ihr Klang sei zu schlecht. 
Als Beliar und Balor nach der Beilegung ihrer Differenzen im Jahr 2000 wieder gemeinsam Musik schrieben, wählten sie den neuen Namen Morrigan, da es ihrer Ansicht nach ein Witz gewesen wäre, nach der Veröffentlichung von In Memoriam wieder unter dem Namen Mayhemic Truth aktiv zu werden, und dies deshalb nie in Betracht gezogen worden sei.

## Titelliste
1. Intro – 1:57
2. Lady Morgaine – 4:06
3. When Thousand Candles Cry – 5:40
4. Morrigan – 3:43
5. Carrion of War – 3:27
6. Fire and Ice – 3:06
7. Conspiracy of the Golden Angels – 5:19
8. Bluot Era Hathu – 7:10
9. Cythraw – 3:51
10. Hymn of the Crow – 4:42

Die ersten sieben Titel stammen von der Demoaufnahme Demo ’96, die folgenden drei von der EP Cythraw.
Die LP-Versionen enthalten zusätzlich das Lied And Only the Flames Remember to Long Forgotten Cries von der Aufnahme Promo ’94, die im Januar 1994 mit Lilith als Bassistin eingespielt worden war. Die Wiederveröffentlichung von I Hate Records enthält die komplette Promoaufnahme.

## Gestaltung
Das gehaltene Cover zeigt die Silhouetten mehrerer Megalithen vor einem orangefarbenen Himmel.
Die Gestaltung der Wiederveröffentlichung wurde gegenüber dem Original verändert und enthält detaillierte Informationen zu den drei ursprünglichen Veröffentlichungen und Bilder ihrer ursprünglichen Beilagen. Auch die Dankesliste wurde aktualisiert und ähnelt stark der der damals aktuellen Morrigan-CD. Die Qualität des Covers ist allerdings schlechter als beim Original. Selbiges wurde auch bei der Veröffentlichung von Protectors Ominous Message of Brutality kritisiert.

## Stil
Stilistisch ist die Band stark von Bathory inspiriert und vermischt Elemente ihrer frühen, aggressiven und rohen Alben wie The Return...... und Under the Sign of the Black Mark mit epischen Einflüssen der Pagan-/Viking-Alben wie Hammerheart.

## Kritiken
Martin Wicklers Kritik für den Metal Hammer zufolge beweist die Veröffentlichung, „dass Mayhemic Truth einst zu den erfolgversprechendsten Bands der deutschen Szene gehörten“. Markus Eck von Metalmessage bezeichnete In Memoriam als „durchweg geniale Scheibe“ die zeige, was die Band „für ein abartig großes Potenzial“ gehabt habe. Frank Stöver vom Voices from the Darkside schrieb, die Musik müsse jedem gefallen, der eine „perfekte Mischung“ der epischen Bathory-Alben mit einer „insgesamt dominanteren Black-Metal-Grimmigkeit“ genießen könne. Er selbst würde sich einen Nachfolger mit den übrigen Aufnahmen wünschen. Wolf-Rüdiger Mühlmann vom Rock-Hard-Magazin ist der Ansicht, die Mischung aus „Black Metal in seiner primitiven Urkraft, der schnörkellos, einfach "nur" evil kracht, und andererseits […] Pathos mit heroischen Chören, schleppenden Hymnen und wagnerschem Marschbombast“ sei zwar nicht originell, aber „wegen seines Seltenheitswerts doch eine Besonderheit“. Er sehe In Memoriam als „eine Hommage an die frühen Tage der Schwarzkunst“ und könne es „unter diesem Gesichtspunkt […] auch empfehlen“. Das Magazin nahm die Kompilation in die Liste der „250 Black-Metal-Alben, die man kennen sollte“ auf.